# Korea e-Sports Association
Korea e-Sports Association (KeSPA; em coreano: 한국e스포츠협회; hanja: 韓國eSports協會) é um órgão sul-coreano estabelecido para gerenciar os esportes eletrônicos na Coreia do Sul. É um membro do Comitê Olímpico da Coreia do Sul e da Federação Internacional de Esportes Eletrônicos. Em junho de 2012, era o órgão gestor de 25 esportes eletrônicos no país, incluindo StarCraft II: Legacy of the Void (retirado em 2016), League of Legends, Dota 2 e Counter-Strike: Global Offensive. A KeSPA também organiza a KeSPA Cup (Copa KeSPA), um evento anual do torneio para alguns de seus jogos.

## História

### Primeiros anos
A KeSPA foi fundada em 2000 após a aprovação do Ministério da Cultura, Esportes e Turismo. Seu objetivo oficial é tornar o esporte eletrônico um evento esportivo oficial e solidificar a posição comercial do esporte eletrônico em todos os setores. A organização gerencia as transmissões de e-Sports, a formação de novos eventos e as condições em que os jogadores profissionais trabalham, além de incentivar o jogo eletrônico pela população em geral. Em 2008, a SK Telecom obteve a posição de liderança em seu conselho, tornando efetivamente Seo Jin-woo o presidente da organização. A KeSPA regula a transmissão por canais de televisão de esportes eletrônicos, como Ongamenet, MBC Game, GOMtv e Pandora TV, além de 23 jornalistas e mais de doze equipes de esporte eletrônico. Além disso, eles criaram um sistema de classificação.
Em 11 de maio de 2012, após uma série de anúncios da KeSPA sobre a transição entre StarCraft: Brood War e StarCraft II, foi anunciado que eles estariam em parceria com a Major League Gaming, uma organização de esportes eletrônicos dos EUA, para enviar jogadores da KeSPA para eventos MLG.
Em 27 de outubro de 2014, a KeSPA, juntamente com a Riot Games e a Ongamenet, emitiu um comunicado de imprensa informando novas políticas direcionadas aos jogadores profissionais coreanos de esports. Algumas das principais mudanças incluem um salário mínimo para jogadores profissionais de esports que seja competitivo com os esportes tradicionais populares e o estabelecimento de um mínimo de 1 ano para contratos entre jogadores e equipes a partir da temporada de 2016. Também houve muitas mudanças específicas no League of Legends que incluem limitar as empresas a terem no mínimo um time com 10 jogadores por time e iniciar uma mudança do formato do torneio para o campeonato para as eliminatórias para o Mundial da Coreia.
Um artigo de 2016 da ESPN relatou que a KeSPA informou que encerraria sua StarCraft ProLeague. O artigo dizia que o presidente da KeSPA, Jun Byung-hun, disse que eles estavam encerrando sua Starcraft ProLeague devido aos poucos jogadores e ligas, problemas em obter patrocínios e problemas com o match-fixing.